# Rodolfo Fuentes
Rodolfo Fuentes Rodríguez – kubański zapaśnik walczący w stylu klasycznym. Triumfator igrzysk Ameryki Środkowej i Karaibów w 1993. Drugi w Pucharze Świata w 1992. Mistrz świata juniorów z 1991 roku.